# میخاو کولا
میخاو کولا (لهستانی: Michał Kula؛ زادهٔ ۱۲ ژانویه ۱۹۵۵) بازیگر اهل لهستان است.
از فیلم‌ها یا مجموعه‌های تلویزیونی که وی در آن‌ها نقش داشته‌است، می‌توان به سرنوشت‌های لهستانی، بوتاکس،پیت‌بول (فیلم)، پیت‌بول (سریال تلویزیونی)، کارآگاهان جنایی، خانه کشیش، خودِ زندگی، طایفه، رنگ‌های خوشبختی، کمیسر آلکس، عشق اول، قانون حقیقی، در خیابان سپولنی، اسمولنسک و شکنجه اشاره نمود.